# Lozna (Sălaj)
Pour les articles homonymes, voir Lozna.
Lozna (en hongrois Nagylózna, en allemand Großlosdorf) est une commune roumaine du județ de Sălaj, dans la région historique de Transylvanie et dans la région de développement du Nord-ouest.

## Géographie
La commune de Lozna est située au nord-est du județ, sur la rive gauche de la Someș, dans les collines de Șimișna-garbou, à 28 km au nord-est de Jibou et à 52 km au nord-est de Zalău, le chef-lieu du județ.
La municipalité est composée des cinq villages suivants (population en 2002) :
- Cormeniș (230) ;
- Lozna (402), siège de la commune ;
- Preluci (224) ;
- Valea Leșului (86) ;
- Valea Loznei (213).

## Histoire
La première mention écrite du village de Lozna date de 1338 sous le nom de Loznapatak. Les autres villages sont mentionnés en 1956 pour Valea Leșului, en 1554 pour Cormeniș, en 1625 pour Preluci et en 1338 pour Valea Loznei.
La commune, qui appartenait au royaume de Hongrie, faisait partie de la principauté de Transylvanie et elle en a donc suivi l'histoire.
Après le compromis de 1867 entre Autrichiens et Hongrois de l'empire d'Autriche, la principauté de Transylvanie disparaît et, en 1876, le royaume de Hongrie est partagé en comitats. Lozna intègre le comitat de Belső-Szolnok, nommé ensuite comitat de Szolnok-Doboka (Szolnok-Dobokamegye).
À la fin de la Première Guerre mondiale, l'Empire austro-hongrois disparaît et la commune rejoint la Grande Roumanie et le județ de Someș disparu depuis et dont le chef-lieu était la ville de Dej.
En 1940, à la suite du deuxième arbitrage de Vienne, elle est annexée par la Hongrie jusqu'en 1944, période durant laquelle son importante communauté juive est exterminée par les nazis. Elle réintègre la Roumanie après la Seconde Guerre mondiale. En 1968, lors de la réorganisation administrative du pays, la commune est intégrée au județ de Sălaj dont elle fait partie de nos jours.

## Politique
| Parti | Parti                                      | Sièges |
| ----- | ------------------------------------------ | ------ |
|       | Parti national libéral (PNL)               | 5      |
|       | Parti social-démocrate (PSD)               | 2      |
|       | Alliance des libéraux et démocrates (ALDE) | 1      |
|       | Parti écologiste roumain (PER)             | 1      |

## Religions
En 2002, la composition religieuse de la commune était la suivante :
- Chrétiens orthodoxes, 88,02 % ;
- Pentecôtistes, 9,37 %.

## Démographie
En 1910, à l'époque austro-hongroise, la commune comptait 2 229 Roumains (97,74 %), 53 Hongrois (2,30 %) et 22 Allemands (0,95 %).
En 1930, on dénombrait 2 485 Roumains (95,98 %), 2 Hongrois (0,07 %), 70 Juifs (2,70 %) et 32 Tsiganes (1,24 %).
En 1956, après la Seconde Guerre mondiale, 2 830 Roumains (99,90 %) côtoyaient 3 Hongrois (0,10 %).
En 2002, la commune comptait 1 187 Roumains (99,34 %), 2 Hongrois (0,16 %) et 6 Tsiganes (0,50 %). On comptait à cette date 744 ménages et 744 logements.
| 1850  | 1880  | 1900  | 1910  | 1920  | 1930  | 1941  | 1956  | 1966  |
| ----- | ----- | ----- | ----- | ----- | ----- | ----- | ----- | ----- |
| 1 575 | 1 822 | 2 049 | 2 304 | 2 253 | 2 589 | 2 803 | 2 833 | 2 387 |

| 1977  | 1992  | 2002  | 2007  | - | - | - | - | - |
| ----- | ----- | ----- | ----- | - | - | - | - | - |
| 2 044 | 1 276 | 1 195 | 1 060 | - | - | - | - | - |

## Économie
L'économie de la commune repose sur l'agriculture, l'élevage et l'exploitation des forêts..

## Communications

### Routes
Lozna est située sur la route régionale DJ109E qui longe la rive gauche de la Someș et rejoint Surduc au sud-ouest et Ileanda et Rus au nord-est.

## Lieux et monuments
- Lozna, église orthodoxe en bois St Dimitri (Sf. Dumitru) de 1813[6],[7].

- Preluci, église orthodoxe de 1875[8].